# Почта Австралии
Australia Post (в переводе с англ. — «Почта Австралии») — австралийский национальный оператор почтовой связи и государственная корпорация (ранее — Австралийская почтовая комиссия).

## История
Первым почтмейстером штата Новый Южный Уэльс был назначен бывший уголовник Исаак Николс, который занял этот пост в 1809 году, а первым почтовым отделением стал его дом на Джордж-стрит в Сиднее. В его обязанности входила сортировка писем и посылок, приходящих из Великобритании на кораблях.
Закон о почтовой службе от 1825 года позволил Губернатору назначить смотрителей за пределами Сиднея и организовать первую почтовую службу. Впоследствии подобные службы были организованы и в других колониях.
В 1838 году было налажено регулярное почтовое сообщение между Сиднеем и Мельбурном. В 1849 году между колониями была установлена единая тарифная сетка, в 1856 году было налажено морское почтовое сообщение с Великобританией, а в 1891 году некоторые колонии присоединились ко Всемирному почтовому союзу.
В 1901 году колониальные были объединены в «Единый Почтовый Департамент» (англ. PMG), который отвечал за почтовое, телеграфное и телефонное сообщение.
В 1967 году в Сиднейском почтамте № 1 была введена установлена первая в мире крупномасштабная механическая система сортировки писем. В то же время появилась четырехзначная система почтовых индексов.
1 июля 1975 года была создана «Австралийская Почтовая Комиссия», проверяющая эффективность деятельности «Единого Почтового Департамента». 1 января комиссия изменила своё название на «Австралийскую Почтовую Корпорацию», лейблом которой стала «Почта Австралии».
В марте 2008 года вступили в силу поправки в закон, согласно которым инспекторы «Почты Австралии» могут вскрывать корреспонденцию в случае, если есть подтвержденные опасения касательно её содержания.
26 июня 2009 Почта Австралии отпраздновала своё двухсотлетие.
В феврале 2010 года новым Генеральным директором Почты Австралии был назначен Ахмед Фарух. В мае 2010 года он заявил о новой стратегии развития корпорации, включающей в себя реструктуризацию предприятия и внедрение в сферу электронного почтового сообщения.

## Современная деятельность
За последние 15 лет Почта Австралии расширила перечень услуг и инвестировала значительные средства в развитие своей инфраструктуры. Корпорация имеет ряд дочерних предприятий, в том числе организованное с China Post в 2005 году «Sai Cheng Logistics International».
Помимо обычной доставки, Почта Австралии предоставляет услуги экспресс-почты и курьерской доставки.
Почтовая сеть насчитывает более 10 млн почтовых адресов, относящихся к 4462 почтовым отделениям. Ежедневно Почта Австралии обслуживает более миллиона клиентов.

## Структура

### Председатель Правления
- Дэвид Мортимер

### Совет директоров
- Марк Даррас
- Ахмед Фахур
- Пенни Бингем-Холл
- Питер Кэрн
- Иэн Уорнер
- Патрисия Уайт

### Управление
- Ахмед Фахур — генеральный директор
- Джим Маршалл — начальник управления почтовых услуг
- Кристин Корбетт — начальник управления услуг розничной торговли
- Ричард Амберс — начальник управления услуг электронной почтыe
- Ивен Стаффорд — начальник управления финансов
- Крис Блэйк — начальник управления корпоративных отношений
- Катрин Уолш — начальник кадрового управления
- Джудит Уэлш — начальник управления внутреннего обеспечения
- Стивен Уолтер — менеджер по персоналу

### Количество персонала
| Год  | Персонал*  | Персонал*  | Персонал*  | Источник**                           |
| Год  | Персонал А | Персонал В | Персонал С | Источник**                           |
| 1993 | 31934      | 3999       | нет данных | Ежегодный отчет                      |
| 1994 | 31130      | 4204       | 5626       | Ежегодный отчет                      |
| 1995 | 31621      | 4501       | 5253       | Ежегодный отчет                      |
| 1996 | 32040      | 5689       | 7849       | Ежегодный отчет                      |
| 1997 | 31111      | 6185       | 8466       | Ежегодный отчет                      |
| 1998 | 29564      | 6961       | 9151       | Ежегодный отчет                      |
| 1999 | 28205      | 6756       | 9776       | Ежегодный отчет                      |
| 2000 | 26915      | 8482       | 9455       | Ежегодный отчет                      |
| 2001 | 27079      | 8458       | 9660       | Ежегодный отчет                      |
| 2002 | 26950      | 8812       | 9703       | Ежегодный отчет                      |
| 2003 | 26394      | 9033       | 9557       | Ежегодный отчет                      |
| 2004 | 26019      | 9030       | 9559       | Ежегодный отчет                      |
| 2005 | 25851      | 8953       | 9570       | Ежегодный отчет                      |
| 2006 | 25387      | 9196       | 6415       | Ежегодный отчет                      |
| 2007 | 25026      | 9498       | 6247       | Ежегодный отчет                      |
| 2008 | 25093      | 9936       | нет данных | Ежегодный отчет                      |
| 2009 | 25149      | 10360      | 8106       | Ежегодный отчет (недоступная ссылка) |
| 2010 | 24205      | 10252      | нет данных | Ежегодный отчет                      |

* Персонал: А — полная занятость, В — неполная занятость, С — другие виды занятости, разовые работы 

** Источник: Australia Post Employee profile (англ.)

## Почта Австралии в фактах и цифрах
- 7950 почтовых маршрутов включают в себя более 10000 почтовых отделений. На 6600 маршрутах для доставки используются мотоциклы, на 350 маршрутах — велосипеды, на более чем 1000 маршрутах корреспонденция доставляется пешком. Автомобили используются только для дальних маршрутов.
- До 1960-х годов почтовый маршрут Микатарра — Марбл-Бар был самым протяженным в мире, на преодоление которого уходило семь дней. На данный момент самый протяженный почтовый маршрут в Австралии — 1460 км от Норсмана, Западная Австралия до Бордер-Вилледж, Южная Австралия. Самый протяженный авиапочтовый маршрут в Австралии — 1790 км.
- Самый удаленный почтовый ящик располагается на платформе для дайверов на Большом Барьерном рифе.
- Самое удаленное почтовое отделение располагается в 217 км от городка Онслоу, Западная Австралия. Ближайший пользователь этого отделения находится в 32 км от него.

- За 2009—2010 год Почта Австралии[1]:
  - Обработала 5100 миллионов почтовых операций.
  - Выручка составила AU$ 4,87 млрд.
  - Общая прибыль составила AU$ 103 млн.
  - 96,1 % писем было доставлено в установленные сроки или досрочно.
  - Чуть более половины всей выручки поступило от почтовых услуг, остальное поступило от других видов деятельности.
  - Обработала 194 млн операций по оплате квитанций и переводов, 30 млн банковских операций и более 1 млн операций по оплате госпошлин.
  - Имеет более чем 4415 отделений, из них более чем 2531 в сельских и отдаленных районах
  - Насчитывает более 16039 уличных почтовых ящиков
  - Насчитывает более 34400 сотрудников
  - Владеет 50 % акций Australian air Express[7] и Star Track Express[8].

## Услуги и цены
Основными услугами Почты Австралии являются почтовые (и связанные с ними) услуги и услуги розничной торговли, а также международные логистические услуги.
Почта Австралии собирает и обрабатывает письма, отправленные как по Австралии, так и за её пределы. Также предоставляет услуги по доставке бизнес-корреспонденции, заказных писем. Хотя почтовые услуги являются одними из приоритетных областей деятельности Почты Австралии, она также диверсифицировала свою деятельность на предоставление других услуг, включая агентские услуги, интеграция бизнес-процессов, а также логистика и управления цепочками поставок.
Из-за инфляции за последние годы цена услуг Почты Австралии увеличилась. В июле 2009 года Австралийская Антимонопольная Служба утвердила потолок для цен на почтовые услуги в 60¢, который вступил в силу 9 июня 2010 года

* Цена 1966 года установлена с введением десятичной валюты
Для международных почтовых услуг был выпущен специальный порядок ценообразования, с которым можно ознакомиться на сайте корпорации. В отделениях Почты Австралии открыты пункты розничной торговли, предлагающие различные предметы с логотипом корпорации, например сумки, а также предметы коллекционирования. Почта Австралии занимается отправкой и получением со всего мира, а также предоставляет услуги по доставке товаров «от двери до двери».